# 郭順儀
郭順儀（?—?），唐朝妃嬪，并州太原人。唐玄宗的順儀，李璘生母。
郭順儀的父亲是朝议大夫、赠郑州刺史郭义，祖父是朝散大夫、太子洗马郭琰，兄长是银青光禄大夫、守工部尚书兼御史大夫、蜀郡大都督府长史（剑南节度使）郭虚己。郭氏入宫后，受封为順儀，是为六仪（德仪、顺仪、贤仪、芳仪、婉仪、淑仪）之一，除了郭顺仪，唐玄宗的六仪还有皇甫德仪、武贤仪、董芳仪、郭婉仪。郭順儀在720年左右生下唐玄宗的第十六子永王李璘。儿子数岁，郭順儀即早逝，李璘由其兄长李亨（唐肃宗）养大。

## 备注
1. ↑  刘长卿（709年或726年－790年?）著有《故女道士婉仪太原郭氏挽歌词》，司空曙（720年－790年）有《故郭婉仪挽歌》一首。因刘长卿出生年份有多种说法，无从推测，其诗为郭順儀、还是郭婉仪所作。